# Affaire des reclus de Monflanquin
L'affaire des reclus de Monflanquin est le nom donné par la presse à une affaire d'emprise mentale dont a été victime pendant près de dix ans une famille de la noblesse française installée à Monflanquin
Un escroc, Thierry Tilly, manipule onze membres de la famille de Védrines, leur faisant croire qu'ils sont menacés par un complot. De 2000 à 2009, Tilly extorque près de 4,5 millions d'euros au groupe, retranché dans le château familial de Monflanquin en Lot-et-Garonne, puis dans une autre propriété familiale et enfin à Oxford. Christine de Védrines échappe à son emprise en mars 2009 et porte plainte. Tilly est condamné en 2013 à dix ans de prison.

## Protagonistes
Les Védrines sont issus d'une famille protestante anoblie en 1828, implantée dans l'Agenais. La grand-mère, Guillemette de Védrines, née en 1912, a trois enfants :    
- Philippe de Védrines[5] est cadre dans l'industrie pétrolière[3]. Il a une soixantaine d'années au moment des faits et vit avec Brigitte Loriot-Martin, sa compagne[6] ;
- Ghislaine de Védrines dirige une école de secrétariat à Paris[5]. Elle a épousé  un journaliste économique[3], Jean Marchand, dont elle a un fils et une fille, laquelle vient de se marier en 2000 [3] ;
- Charles-Henri de Védrines, obstétricien à Bordeaux, a été candidat en 1995 aux élections municipales sur la liste d'Alain Juppé. Il a épousé  Christine, documentaliste de profession[5]. Ils ont une quarantaine d'années en 2000, et trois enfants[5]. Leur patrimoine les assujettit à l'impôt sur la fortune : un château familial à Monflanquin en Lot-et-Garonne, une maison à Bordeaux, un appartement près d'Arcachon[3],[7], etc.

Thierry Tilly dirige vers 1997 une société de nettoyage industriel à Paris. Il a alors 33 ans. Après que les six sociétés qu'il a gérées ont été placées en liquidation judiciaire, il a en réalité été condamné à une interdiction de gérer en 2000 et affronte un procès pour abus de biens sociaux.
Jacques Gonzalez est, à la même époque, importateur de voitures âgé d'une cinquantaine d’années.

## Affaire
C'est Ghislaine qui en 1997 fait la connaissance de Thierry Tilly alors qu'elle cherche une entreprise de nettoyage industriel pour l'école qu'elle dirige à Paris. Elle est intellectuellement séduite par cet homme, qui gagne rapidement sa confiance. Tilly devient son bras droit, et courant 1999 elle le présente à ses frères et à sa mère. Il écoute leurs confidences, les conseille dans leurs affaires en se prétendant gestionnaire de patrimoine et joue sur les inimitiés familiales et les rivalités successorales.
Tilly se prétend agent secret, persuade les Védrines qu'ils sont victimes d'un complot, que les pédophiles, les francs-maçons, les Rose-Croix, le fisc les menacent. En septembre 2001, il convainc onze personnes du groupe de se retrancher pour leur sécurité dans leur château familial à Monflanquin ; ceux qui sont sceptiques, comme Jean Marchand, sont exclus par leurs proches, selon un scénario précis rédigé par Tilly. Dans le petit village, le groupe de retranchés ne passe pas inaperçu, et coupe les ponts avec ses relations : un voisin s'entend accuser de « participer à des messes noires et à des partouzes », une autre se fait traiter de « salope »,.
Depuis le printemps 2001, Tilly n'apparaît même plus, se contentant de donner ses ordres à distance : il les dresse les uns contre les autres, les force à se surveiller ou à se punir mutuellement.
Comme ils ne paient plus leurs impôts, l'administration fiscale saisit les meubles de la propriété en 2003 ; Tilly les convainc alors de lui céder tous leurs biens, en mai 2004. À l'extérieur, Jean Marchand tente d'alerter les autorités sur la situation de ses proches, en vain. En février 2008, Philippe de Védrines et Brigitte Loriot-Martin sortent du groupe ; Tilly oblige les neuf parents restants à déménager à Oxford, où il vit : les Védrines sont tombés dans le dénuement, l'ancien obstétricien doit travailler comme jardinier, son épouse Christine est vendeuse chez un traiteur ; leurs salaires alimentent le compte de Tilly.
À Christine de Védrines, qui commence à avoir des doutes grâce à l'aide de son employeur, Tilly fait infliger des « supplices physiques d'une rare cruauté » : elle est attachée sur un tabouret pendant deux semaines et privée de sommeil par ses parents que Tilly a persuadés qu'elle leur cacherait un trésor, « confié par les rois de France aux Védrines ». En mars 2009, Christine de Védrines est exfiltrée. Son récit des sévices endurés enclenche la machine judiciaire. En octobre, Tilly est interpellé en Suisse et incarcéré à la prison de Gradignan. Fin novembre, une opération est montée en Angleterre par Me Daniel Picotin, l'avocat bordelais de Jean Marchand pour libérer le reste de la famille Védrines. En juin 2010 Jacques Gonzalez est arrêté : ce personnage effacé, que Tilly présentait comme « le cousin du roi d’Espagne Juan Carlos » et comme le dirigeant d'un organisme humanitaire canadien, la Blue Light Fondation, a été un bénéficiaire important des sommes dérobées aux Védrines.

## Procès
Le tribunal correctionnel de Bordeaux juge en 2012 Thierry Tilly pour escroquerie, extorsion de fonds, abus de faiblesse sur personnes en état de sujétion psychologique ou physique et séquestration accompagnés d'actes de torture ou de barbarie. Bien que les experts psychiatriques le tiennent pour sain d'esprit, les propos de l'accusé sont délirants : successivement, il se prétend titulaire à 12 ans d'un brevet de parachutisme délivré par le général Bigeard, il dit avoir joué au tennis contre le 50e joueur mondial, s'être vu proposer un poste de gardien de but dans un club de première division, avoir fait du « renseignement free-lance » pour Jean-Luc Lagardère, etc. Il est condamné à huit ans de prison ferme, privé de ses droits civiques et civils, et doit verser des dommages et intérêts à ses victimes. Son complice, Jacques Gonzalez, écope de quatre ans de prison ferme. En appel en 2013, la sentence de Tilly est alourdie à dix ans de réclusion.
En 2018, le tribunal d'Agen déboute Charles-Henri et Christine de Védrines de leur demande de récupérer leur propriété de Monflanquin, le château de Martel (44° 33′ 09″ N, 0° 44′ 30″ E), édifié au XVIe siècle, restauré au XIXe et présent dans la famille depuis 1610. Le manoir avait été vendu en 2008 à une société civile immobilière alors que la famille était sous l'emprise du gourou, puis acquis par une particulière, de bonne foi, en juin 2009 pour 540 000 €.

## Pour aller plus loin
Plusieurs membres de la famille ont raconté leur expérience :
- Christine de Védrines, Nous n’étions pas armés, Place des éditeurs, mai 2013, 221 p. (ISBN 9782259221788) ;

- Ghislaine de Védrines, Jean Marchand, Diabolique, Éditions XO Document, 2014, 418 p. (ISBN 9782845637221).

Le fait divers a donné lieu :
- au téléfilm Diabolique (2016) avec Laurent Stocker dans le rôle du « gourou » et Michèle Laroque et Anne Consigny en membres de la famille ;
- au documentaire en quatre épisodes Sous Emprise (2023), réalisé par Pauline Dordilly et diffusé sur France 2 ;
- au livre enquête Les reclus de Monflanquin, une famille sous emprise de Margaux d'Adhémar, publié en octobre 2023 chez Presses de la Cité ;
- à une émission de la série Hondelatte raconte en novembre 2023 sur Europe 1[13] ;
- au documentaire en quatre épisodes Les reclus, une famille sous emprise  (2024), réalisé par Sandrine Cohen et Claire Marchal et diffusé sur Canal+.
- à une vidéo YouTube, Piégés pendant 10 ans dans leur propre maison[14], réalisé par Simon Puech.